# Zimna Woda (Łódź)
Zimna Woda – dawna wieś, obecnie osiedle na Bałutach w Łodzi..

## Historia
Dawniej samodzielna miejscowość. Od 1867 w gminie Brużyca. W okresie międzywojennym należała do powiatu łódzkiego w woj. łódzkim. W 1921 roku liczyła 120 mieszkańców. 27 marca 1924 zniesiono gminę Brużyca, a Zimną Wodę włączono do nowo utworzonej gminy Brużyca Wielka. 1 września 1933 Zimna Woda z Hutą Aniołów ustanowiła odrębną gromadę (sołectwo) Zimna Woda w granicach gminy Brużyca Wielka.
Podczas II wojny światowej włączona do III Rzeszy. Po wojnie Zimna Woda powróciła do powiatu łódzkiego w woj. łódzkim jako jedna z 20 gromad gminy Brużyca Wielka. W związku z reorganizacją administracji wiejskiej jesienią 1954, Zimna Woda weszła w skład nowej gromady Brużyca Wielka.  W 1971 roku ludność wsi wynosiła 286.
Od 1 stycznia 1973 w gminie Aleksandrów Łódzki. W latach 1975–1987 miejscowość należała administracyjnie do województwa łódzkiego.
1 stycznia 1988 Zimną Wodę (248,30 ha) włączono do Łodzi.